# Saint-Mihiel
Saint-Mihiel település Franciaországban, Meuse megyében. Lakosainak száma 3848 fő (2022. január 1.). Saint-Mihiel Valbois, Apremont-la-Forêt, Bislée, Buxières-sous-les-Côtes, Chauvoncourt, Han-sur-Meuse, Maizey és Varnéville községekkel határos.

## Népesség
A település népessége az elmúlt években az alábbi módon változott:
| Lakosok száma | 5295 | 5525 | 5367 | 4872 | 4269 | 4186 | 4112 | 4039 | 4000 | 3848 |
|               | 1968 | 1982 | 1990 | 2006 | 2013 | 2015 | 2017 | 2019 | 2020 | 2022 |